# Białogard
Białogard (in casciubo Biôłogarda, in tedesco Belgard) è una città polacca del distretto di Białogard nel voivodato della Pomerania Occidentale.
Ricopre una superficie di 25,73 km² e nel 2007 contava 24 312 abitanti.
Tra le persone famose nate a Białogard vi è Aleksander Kwaśniewski, due volte Presidente della Repubblica di Polonia, negli anni 1995-2000 e 2000-2005.